# Ouragan Earl (2016)
Pour les articles homonymes, voir Cyclone tropical Earl.
L’ouragan Earl est le cinquième système tropical et le second à atteindre le niveau d'ouragan de la saison cyclonique 2016 dans l'océan Atlantique nord. Formé à partir d'une onde tropicale provenant de la côte ouest de l'Afrique, le précurseur d’Earl avait donné des pluies torrentielles et des inondations dans les Petites Antilles à la fin juillet. Après son développement le 2 août dans la mer des Caraïbes, des alertes cycloniques furent émis pour les zones côtières du Belize, du Honduras et de la partie sud de la péninsule du Yucatán. Earl toucha terre au sud de Belize City où il a causé de graves inondations puis traversa vers la péninsule du Yucatán avant d'aller mourir dans les montagnes à l'ouest de l'État de Veracruz au Mexique.

## Évolution météorologique
Le 28 juillet, une onde tropicale est sortie de la côte ouest-africaine. En se dirigeant vers l'ouest, des bandes orageuses s'y sont formées et le 30 juillet, la convection ayant augmenté en passant dans les Petites Antilles où la température de surface de la mer était au-dessus de la normale et le cisaillement vertical des vents faible. 
Le système entrait dans la mer des Caraïbes le 31 juillet et passa au sud d'Hispaniola le lendemain tout en devenant mieux organisé. Il avait donné des pluies abondantes et des vents de force de tempête tropicale en République dominicaine même s'il ne l'avait pas touchée directement. Son déplacement rapide vers l'ouest et une augmentation de la température de la mer ont ensuite permis un développement rapide du système malgré une augmentation du cisaillement vertical des vents.
Tôt le 2 août, le système était passé au sud de la Jamaïque et un avion chasseur d'ouragans avait pu prendre des mesures. À 16 h UTC, le National Hurricane Center le reclassa en tempête tropicale et l'appela Earl alors qu'il se trouvait à 860 km à l'est de Belize City.
Le 3 août à 20 h UTC, après avoir reçu les données d'un avion chausseur d'ouragans, le NHC eut encore rehaussé l'intensité d’Earl, cette fois au niveau d'ouragan de catégorie 1. Il était alors à 240 km à l'est de Belize City. À 4 h UTC le 4 août, il atteignit son intensité maximale à 972 hPa et des vents de 130 km/h. Une heure plus tard, il toucha la côte du Belize à 10 km au sud-ouest de Belize City. L'ouragan s'était ensuite mis à faiblir en passant sur les terres et dès 11 h UTC, il était redescendu au niveau de tempête tropicale.
Le 5 août, après avoir traversé le nord du Guatemala, le centre d’Earl passa brièvement sur le sud de la baie de Campêche avant de toucher à nouveau la côte à 50 km au sud-ouest de Veracruz, Mexique, à 5 h UTC le 6 août. La tempête faiblit ensuite rapidement en passant dans les montagnes du sud du Mexique et se dissipa en matinée du 6 août. Par contre, l'onde tropicale qui la soutenait continua son chemin vers le Pacifique avec l'humidité. Rencontrant une perturbation sur la côte ouest du Mexique, elle a aidé à former plus tard la tempête tropicale Javier.

## Préparatifs
En prévision de l'arrivée de l'onde tropicale, qui est devenue plus tard Earl, le NHC conseilla aux gens dans les îles du Vent, des îles Vierges, de Porto Rico et d'Hispaniola de suivre l'émission d'avertissements subséquents. Le centre dominicain des interventions d’urgence annonça que 19 des 32 provinces du pays étaient en état d’alerte en raison de possibles inondations alors que l’onde continuait à balayer le sud de la République dominicaine. Le National Weather Service émit un veille de crue soudaine pour les îles Vierges et Porto Rico.
En Jamaïque, le gouvernement avait activé son centre national des urgences et conseilla aux résidents dans les zones côtières et des basses terres d'évacuer. Le gouvernement des îles Caïmans avait émis une veille de tempête tropicale pour les trois îles. Les pêcheurs furent également invités à rester au port dans ces deux pays.
Quand Earl fut devenue une tempête tropicale, le gouvernement du Honduras émit un avertissement de tempête tropicale pour toute sa côte nord jusqu'à la frontière avec le Guatemala et une alerte rouge fut émise pour les îles au large des côtes. Les gouvernements du Belize et le Mexique émirent également un avertissement de tempête tropicale et une veille d'ouragan à partir de la frontière du Belize avec le Guatemala vers le nord jusqu'à Punta Allen. Ces dernières furent rehaussé à un avertissement d'ouragan de la frontière du Belize avec le Guatemala jusqu'à la Costa Maya, Quintana Roo (Mexique), après l'intensification d’Earl. 
À travers le Belize, 29 abris furent ouverts et les travailleurs gouvernementaux non essentiels furent autorisés à rentrer chez eux pour sécuriser leurs biens,. Plus de 1 000 personnes se sont réfugiés dans les 13 refuges mis à leur disposition dans la capitale, débordant leur capacité. Les autorités mexicaines avaient ouvert 750 abris d'urgence au Quintana Roo, aidant 300 familles à évacuer le long d'une rivière dans la partie sud-est de l'État. Dans le nord du Guatemala, environ 100 personnes furent évacuées à Melchor de Mencos.

## Impact
| Pays                   | Décès | Dommages (million $US de 2016) |
| ---------------------- | ----- | ------------------------------ |
| Belize                 | 0     | >110,                          |
| Guatemala              | 2     | N/D                            |
| Mexique                | 45    | >5,5                           |
| République dominicaine | 13    | N/D                            |

### Antilles
Le long de la côte nord de la République dominicaine, près de Nagua, le précurseur d’Earl eut donné des vents forts qui renversèrent une ligne électrique sur un bus, ce qui a provoqué un incendie tuant six passagers et faisant 12 blessés. La tempête a pu également contribué au naufrage d'un bateau avec neuf excursionnistes dans la baie de Samaná à l'intérieur du parc national Los Haitises, trois corps furent repêchés par les équipes d’urgence et quatre personnes manquaient à l’appel le 1er août, elles furent retrouvées noyées le 4 août,. 

### Amérique centrale et Mexique

#### Belize
Earl frappa la côte du Belize avec des vents de 130 km/h. La majeure partie du pays fut privée d'électricité, des toits furent arrachés, des arbres déracinés et des lignes électriques jetées au sol dans la région de la capitale. En plus des vents, il était tombé entre 230 et 300 mm de pluie sur le pays et l'onde de tempête a provoqué des inondations le long de la côte nord et de ses îles .
Les autorités rapportèrent des inondations localisées, le service téléphonique fut sporadique et les stations de radio et de télévision cessaient leur diffusion. Le gouvernement du Belize recommanda à ceux qui habitaient près des rivières de trouver refuge ailleurs car tous les barrages du pays étaient pleins. Les dommages à l'agriculture ont dépassé les 100 millions $US.

#### Guatemala
Au Guatemala, malgré les avertissements, un bateau de pêche aux homards s'était aventuré au large aux homards et chavira avec 83 personnes à bord. Seuls deux de ces personnes furent portées disparues.
À travers le pays, au moins 1 046 personnes furent affectées, dont 500 perdirent leur maison,.  Au moins 98 maisons et 510 hectares de récoltes furent endommagés, 200 fermes subissant une perte totale,. À Melchor de Mencos, un pont fut emporté par les eaux durant la tempête.

#### Honduras
Earl a laissé des accumulations de pluie importantes dans le nord du Honduras ce qui endommagea plusieurs maisons le long de la côte à Omoa. Une personne fut blessée à San Pedro Sula

#### Mexique
Alors qu’Earl était sur la péninsule du Yucatán, il a produit des rafales de vent de 85 km/h à Ciudad del Carmen, Campeche. L'interaction entre Earl et une circulation de faible niveau a produit des pluies torrentielles dans le sud du Mexique. Une station météorologique au Chiapas enregistra 180 mm de pluie.
Au 9 août, il y avait au moins 45 personnes mortes et de nombreux disparus dans le centre-est du Mexique, en majorité dans des glissements de terrain causés par la tempête tropicale. Quelque 600 soldats et sauveteurs, aidés de chiens, cherchaient toujours de nouveaux corps. Il y a eu au moins 11 victimes signalées dans l’État de Veracruz. Dans celui de Puebla, au moins 32 personnes ont été tuées dont 11 lorsque treize habitations furent ensevelies dans une zone montagneuse de Xaltepec (à 198 km de Mexico) et 13 dans la ville de Huauchinango. Il est tombé 265,5 mm de pluie, soit quasiment l'accumulation d'un mois, en seulement 24 heures sur cette région. Il s'agit d'un record pour la région,. Selon une source du gouvernement de l’État de Puebla, on compte également des centaines d'habitants de Huauchinango évacués et installés dans une auberge en raison des pluies.